# 瓦尔莫
瓦尔莫（義大利語：Varmo），是意大利乌迪内省的一个市镇。总面积37平方公里，人口2889人，人口密度78.1人/平方公里（2009年）。ISTAT代码为030130。